# أنطونيو ماريا لشبونة
أنطونيو ماريا لشبونة (بالبرتغالية: António Maria Lisboa‏) هو كاتب ومؤلف وشاعر برتغالي، ولد في 1 أغسطس 1928 في لشبونة في البرتغال، وتوفي بنفس المكان في 11 سبتمبر 1953.